# Apiocera
Apiocera is een geslacht van vliegen uit de familie Apioceridae. De wetenschappelijke naam van het geslacht is voor het eerst geldig gepubliceerd in 1835 door Westwood. 

## Taxonomie
Het geslacht Apiocera omvat 138 soorten:
- Apiocera acuticauda Cazier, 1982
- Apiocera acutipalpis Paramonov, 1953
- Apiocera afacialis Paramonov, 1953
- Apiocera alastor (Walker, 1849)
- Apiocera albanyana Paramonov, 1953
- Apiocera aldrichi Painter, 1936
- Apiocera aliena Paramonov, 1953
- Apiocera alleni Cazier, 1941
- Apiocera ammophila Cazier, 1982
- Apiocera angusta Paramonov, 1953
- Apiocera antennata Paramonov, 1953
- Apiocera arena Cazier, 1982
- Apiocera arnaudi Cazier, 1982
- Apiocera asilica Westwood, 1835
- Apiocera asiloides Paramonov, 1953
- Apiocera augur Osten Sacken, 1886
- Apiocera aurelia Artigas, 1970
- Apiocera auripilosa Cazier, 1982
- Apiocera australis Paramonov, 1953
- Apiocera badipeniculata Yeates, 1994
- Apiocera barri Cazier, 1982
- Apiocera basivillosa Paramonov, 1953
- Apiocera beameri Painter, 1936
- Apiocera bibula Cazier, 1982
- Apiocera bigelowi Cazier, 1982
- Apiocera bigotii (Macquart, 1847)
- Apiocera bilineata Painter, 1932
- Apiocera braunsi Melander, 1907
- Apiocera brevicornis (Wiedemann, 1830)
- Apiocera caboae Cazier, 1982
- Apiocera calida Cazier, 1982
- Apiocera caloris Painter, 1936
- Apiocera campbelli Paramonov, 1953
- Apiocera canuta Cazier, 1982
- Apiocera cerata Paramonov, 1961
- Apiocera chiltonae Cazier, 1982
- Apiocera chrysolasia Cazier, 1982
- Apiocera clavator Painter, 1936
- Apiocera commoni Paramonov, 1953
- Apiocera constricta Cazier, 1985
- Apiocera contrasta Paramonov, 1953
- Apiocera convergens Painter, 1936
- Apiocera davidsonorum Cazier, 1982
- Apiocera deforma Norris, 1936
- Apiocera deserticola Paramonov, 1953
- Apiocera draperae Cazier, 1982
- Apiocera elegans Paramonov, 1953
- Apiocera englishae Paramonov, 1953
- Apiocera excepta Paramonov, 1953
- Apiocera exta Cazier, 1941
- Apiocera fallax Cazier, 1982
- Apiocera fasciata Paramonov, 1953
- Apiocera femoralis Cazier, 1982
- Apiocera ferruginea Paramonov, 1953
- Apiocera fisheri Cazier, 1982
- Apiocera flabellata Paramonov, 1953
- Apiocera foleyi Cazier, 1982
- Apiocera franckei Cazier, 1982
- Apiocera fullerae Paramonov, 1953
- Apiocera goerlingi Paramonov, 1953
- Apiocera hamata Cazier, 1982
- Apiocera hardyi Paramonov, 1953
- Apiocera haruspex Osten Sacken, 1877
- Apiocera helenae Paramonov, 1953
- Apiocera hispida Cazier, 1941
- Apiocera horticolis Cazier, 1982
- Apiocera immedia Hardy, 1940
- Apiocera imminuta Hardy, 1940
- Apiocera infinita Cazier, 1941
- Apiocera interrupta Painter, 1936
- Apiocera intonsa Cazier, 1941
- Apiocera latifrons Paramonov, 1953
- Apiocera latipennis Paramonov, 1953
- Apiocera lavignei Cazier, 1985
- Apiocera linsleyi Cazier, 1982
- Apiocera longicauda Paramonov, 1961
- Apiocera longitudinalis Paramonov, 1953
- Apiocera lugubris Paramonov, 1953
- Apiocera mackerrasi Paramonov, 1953
- Apiocera macswaini Cazier, 1982
- Apiocera maritima Hardy, 1933
- Apiocera maxima Paramonov, 1953
- Apiocera melanura Cazier, 1941
- Apiocera mexicana Cazier, 1954
- Apiocera minckleyi Cazier, 1982
- Apiocera minor Norris, 1936
- Apiocera moderata Paramonov, 1953
- Apiocera moerens Westwood, 1841
- Apiocera monticola Artigas, 1970
- Apiocera mortensoni Cazier, 1982
- Apiocera mulegeae Cazier, 1985
- Apiocera newmani Norris, 1936
- Apiocera nicholsoni Paramonov, 1953
- Apiocera norrisi Hardy, 1940
- Apiocera norrisiana Paramonov, 1953
- Apiocera notata Painter, 1936
- Apiocera oblonga Paramonov, 1953
- Apiocera obscura (Philippi, 1865)
- Apiocera ogradyi Cazier, 1982
- Apiocera omniflava Paramonov, 1953
- Apiocera ordana Paramonov, 1953
- Apiocera orientalis Paramonov, 1953
- Apiocera ornata Paramonov, 1953
- Apiocera painteri Cazier, 1963
- Apiocera pallida Norris, 1936
- Apiocera parahydra Cazier, 1982
- Apiocera parkeri Cazier, 1941
- Apiocera pearcei Cazier, 1941
- Apiocera philippii Brethes, 1924
- Apiocera pica Norris, 1936
- Apiocera picoides Paramonov, 1953
- Apiocera pilosoris Paramonov, 1953
- Apiocera powelli Cazier, 1982
- Apiocera pruinosa Cazier, 1982
- Apiocera pulcherrima Paramonov, 1961
- Apiocera pulchra Paramonov, 1953
- Apiocera reginae Paramonov, 1953
- Apiocera rockefelleri Cazier, 1982
- Apiocera rubrifasciata Cazier, 1982
- Apiocera septentrionalis Paramonov, 1953
- Apiocera similis Paramonov, 1953
- Apiocera sonorae Cazier, 1954
- Apiocera spectabilis Cazier, 1982
- Apiocera striativentris Paramonov, 1953
- Apiocera swani Paramonov, 1953
- Apiocera sylvestris Cazier, 1982
- Apiocera tonnoiri Norris, 1936
- Apiocera trimaculata Painter, 1936
- Apiocera tropica Paramonov, 1953
- Apiocera unicolor Paramonov, 1953
- Apiocera varia Cazier, 1985
- Apiocera vespera Paramonov, 1953
- Apiocera victoriae Paramonov, 1953
- Apiocera volucra Cazier, 1982
- Apiocera voragocolis Cazier, 1982
- Apiocera vulpes Hermann, 1909
- Apiocera warneri Cazier, 1985
- Apiocera wilcoxi Cazier, 1982